# 국립강릉원주대학교 원주캠퍼스
국립강릉원주대학교 원주캠퍼스(江陵原州大學校 原州-, Gangneung-Wonju National University Wonju Campus)는 대한민국 강원특별자치도 원주시에 소재한 국립강릉원주대학교의 이원화 캠퍼스이다.
국립 전문대학으로 폐지된 원주대학이 1983년부터 캠퍼스로 사용하던 부지로, 강릉대학교와 통합됨에 따라 2007년 3월 1일 강릉대학교 원주캠퍼스로 다시 개교하였다. 이후 2009년 학교 명칭이 변경됨에 따라 현재의 국립강릉원주대학교 원주캠퍼스로 명칭이 바뀌었다. 이후 보건, 복지, 산업과 밀접한 과학기술 학문에 대해 연구하고 교수하는 방향으로 나아가고 있다.
부지 면적은 157,393m²로, 한국대학교육협의회 등에서 제시하는 재학생 기준으로 확보해야 할 면적의 210%에 이른다. 원주시 도심과 비교적 인접한 흥업면 북부에 소재하고 있다. 캠퍼스 서측으로 사제로 인근에 한라대학교, 남측으로 북원로 인근에 연세대학교 미래캠퍼스가 위치한다.

## 역사
원주캠퍼스는 구 1967년 3월 4일 설립된 원주대학이 있던 부지이다. 원주대학이 현재의 원주캠퍼스 위치에 당초에 있었던 것이 아니다. 본래 원주시 원인동 일대 원동캠퍼스를 조성하다가, 국립으로 이관되고 학교 규모가 커지자 부지의 협소함 등을 이유로 1983년에 현재의 흥업면 일대에 흥업캠퍼스를 조성하였다.
전문대학이었던 원주대학이 강릉대학교와 통합하며, 2007년 3월, 캠퍼스 내 교육편제가 강릉대학교 문화산업대학의 신설 단과대학으로 통합되었으며, 학사 학위 과정으로 격상되었다. 이와 함께 강릉대학교 원주캠퍼스가 되었다. 2009년 3월부터 통합 작업이 마무리되어 강릉원주대학교로 교명을 변경하고, 현재의 명칭인 국립강릉원주대학교 원주캠퍼스로 명칭이 확정되었다.
이후 원주캠퍼스는 강릉캠퍼스의 일부 학과를 이전하고, 일부 학과는 신규 설립하여 과학기술대학을 신규 설치했으며, 문화산업대학이 보건복지대학으로 명칭이 변경되어 현재에 이르고 있다.

## 캠퍼스 풍경
원주캠퍼스는 원주시 흥업면에 위치한 국립 대학 이원화 캠퍼스이다. 과거 원주대학이 원동캠퍼스에서 1983년에 이전한 흥업캠퍼스가 현재까지 사용되고 있는 것으로, 약 20여개의 건물이 위치한다. 캠퍼스 중앙에 위치한 통합행정지원부가 강릉캠퍼스 대학본부의 업무를 대행하고 있다. 상공에서 보았을 때, 캠퍼스 내 주요 도로가 'X'자로 뻗어 있어 그 도로를 중심으로 건축물이 세워져 있다.
원주시의 보조 간선 도로 중 하나인 남원로가 캠퍼스 북편-서편 경계를 이루고 있으며, 정문으로 진입이 가능하다. 캠퍼스 남서부 방향으로 후문이 형성되어 있으며, 흥업텃둔길을 통해 진입할 수 있다. 정문쪽 서부에 보건복지대학3호관과 과학기술대학3호관 등 강의동이 위치하고 있다. 과학기술대학3호관에는 한국산업단지공단 강원본부가 5층에 입주하여 사무를 보고 있다. 보건복지대학3호관 뒷편, 학교의 교육이념이 담긴 비석을 볼 수 있다. 캠퍼스쪽으로 더 진입하면 테니스장과 운동장 등 체육시설이 위치하고, 그 뒤편으로 청송관과 해솔관 등 학생 생활관이 위치한다. 서측으로 학생복지관과 보건복지대학1호관이 있다. 건물 뒤편으로 도서관이 위치하고 있다. 그 서측으로 보건복지대학2호관과 부설유치원 건물이 자리하고 있다.
캠퍼스 후문 및 흥업텃둔길에서 도서관 뒤편 금성산으로 이어지는 길은 원주시의 트레일인 원주굽이길의 '흥업캠퍼스 낭만길'의 경유지로 알려져있다. 이 때문에 등산객 및 여행객이 캠퍼스를 찾기도 한다. 캠퍼스 정문 동편으로는 티둔소류지와 휴게 공간이 조성되어 있으며, 그 북측으로 2010년 5월 제막된 유엔 프랑스군 전투전적비가 조성되어 있다.

### 주요 건축물

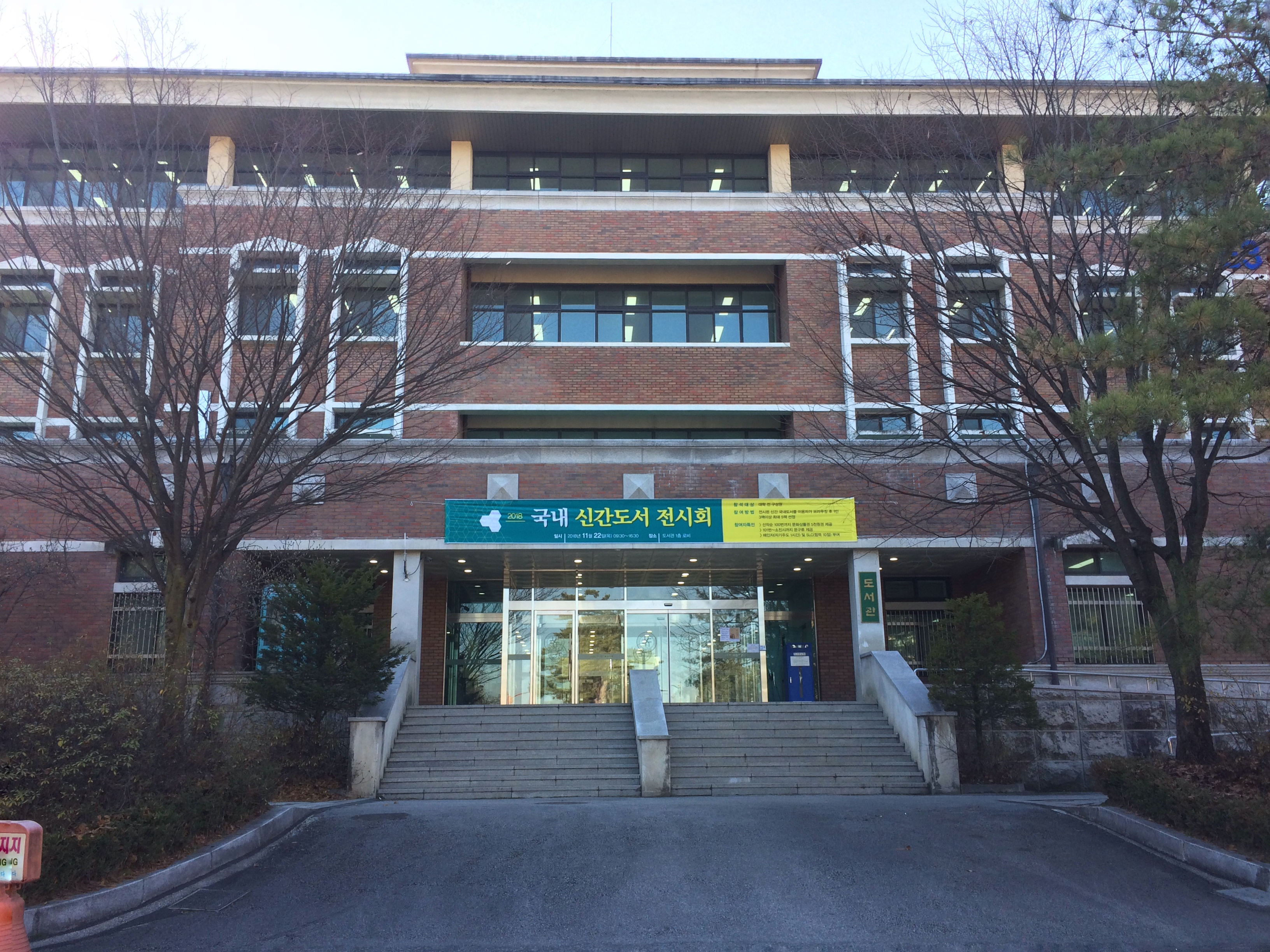
중앙도서관 원주분관(원주도서관) 건물

- 대학본부(W3): 2007년 9월 완공된 건축물로, 원주캠퍼스 부총장실, 통합행정지원부를 비롯한 캠퍼스 운영에 필요한 주요 기관이 있는 건물이다.
- 과학기술대학3호관(W15): 주로 과학기술대학의 학과 학부의 전공과정 강의가 이루어지는 곳이다. 한국산업단지공단 강원지역본부가 입주해있다.
- 도서관(E3): 1971년 개관한 원주간호고등기술학교 도서실을 모태로 하고 있으며, 현재의 건물은 1999년 9월에 완공되어 입주했다. 조직상으로 분관이지만, 강릉캠퍼스에 위치한 타 분관과 다르게 지리적 위치의 차이 등으로 일부 기능을 제외하고, 독립된 형태로 운영된다. 열람석의 경우, 원주캠퍼스 도서관은 2개의 열람실을 운영하고 있다.
- 부설유치원(W16): 1997년 2월 27일에 원주전문대학부설유치원으로 개원한 이후 교명 변경 직후 국립강릉원주대학교부설유치원으로 원명을 변경하였다. 원주캠퍼스 내부에 위치하며 총4개학급 55명의 원아가 재원중이다.[8] 대한민국 3개 국립 유치원 중 한 곳이다.[9]
- 과학기술대학2호관(W6): 2011년 3월 완공된 건축물로, 본래 지하 1층, 지하 11층 규모의 종합강의연구동으로 건설되었다.[10] 원주캠퍼스 내 규모가 가장 큰 건축물로, 현재는 과학기술대학의 일부 전공과정 강의가 이뤄지며, 각종 연구실이 위치하고 있다.

### 기타 건축물

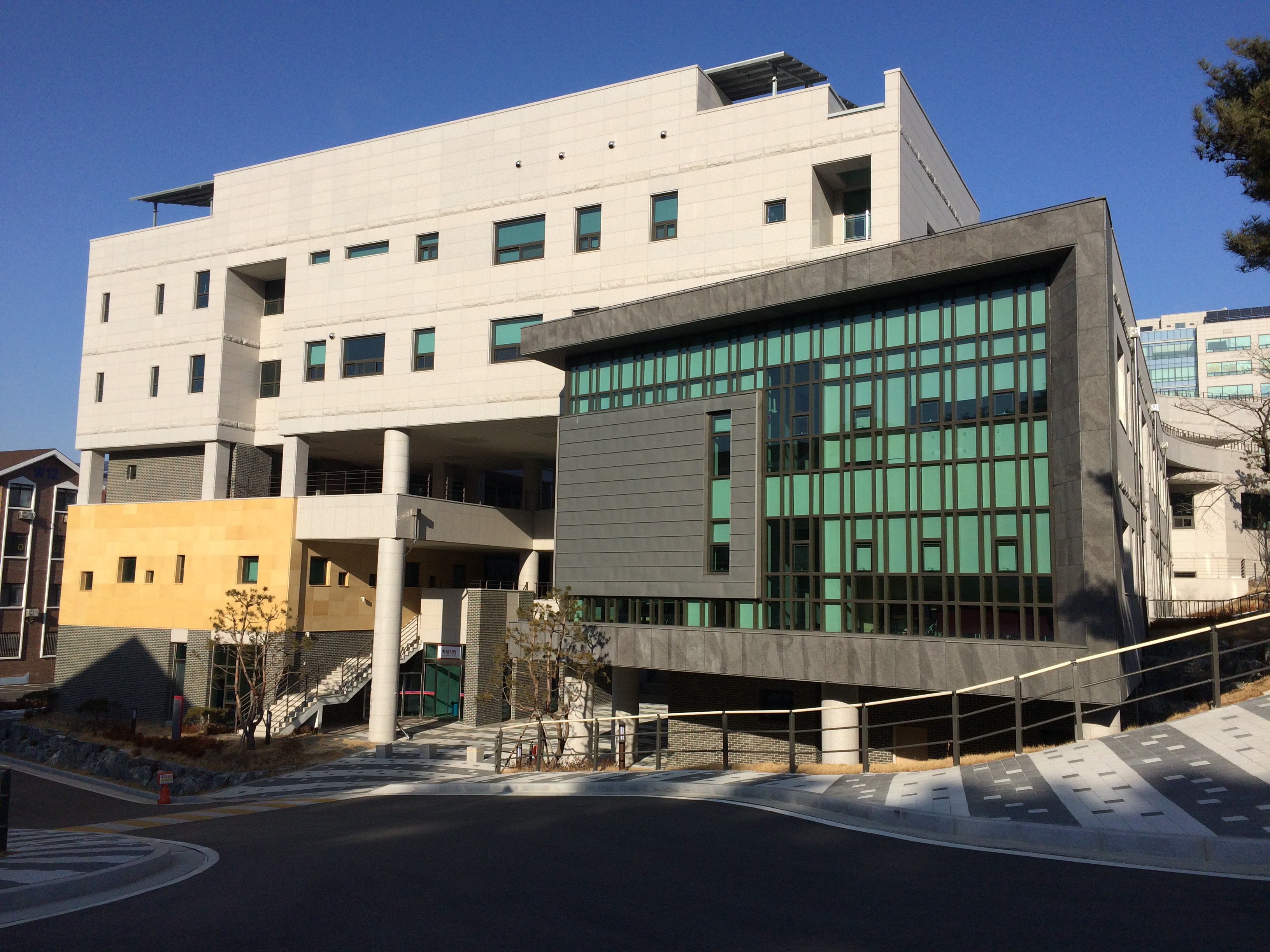
원주캠퍼스 학생복지관 건물

- 산학1호관(W4): 1985년 8월 완공된 건축물로, 본래 학생회관으로 사용하던 건물이지만, 학생복지관이 건립되고 나서, 리모델링을 거쳐 국립강릉원주대학교 원주캠퍼스의 산학협력 시설로 사용되고 있다. 연구마을 사업을 통한 민간 기업의 연구 기관이 입주해 합동 연구 등을 진행하고 있다.[11]
- 산학2호관(W8): 캠퍼스 서남측에 위치하는 산학1호관은 본래, 원주캠퍼스의 산학협력 관련 업무를 맡아 보는 중추적인 역할을 수행했다. 현재 산학2호관이 생기면서 사업을 분담하고 있다.
- 학생복지관(W11): 학생회관을 대체하기 위해 세워진 건축물로, 2018년 완공되었다. 'ㄷ'자의 평면 디자인을 채택한 것이 특징이며, 학생 식당과 교직원 식당, 헬스장 등 각종 복지 시설이 위치하고 있다. 2018년 대한민국 우수 시설학교에서 우수상에 수상된 바 있다.[12]
- 과학기술대학1호관(W12): 1993년 10월 실험실습동으로 신축된 건축물로, 현재는 과학기술대학 일부 학과의 전공 수업과 대부분의 교양 강의가 이루어지는 건물이다. 지상 4층 높이의 건물이며, 전체적으로 횡측으로 길게 설계되어 있다.

## 학생 활동
- 원주캠퍼스 학생회: 국립강릉원주대학교 총학생회는 강릉캠퍼스에 설립되어 있는 관계로, 원주캠퍼스는 총학생회 원주캠퍼스부학생회장 1인을 중심으로, 보건복지대학생회장과 과학기술대학생회장 각각 1인씩 총 3명이 역할을 수행한다. 다만, 강릉캠퍼스의 총학생회의 하부 조직이며, 결정된 정책 집행을 위한 조직에 가깝다.
- 총동아리연합회: 2024년 현재 5개 분과 16개 동아리가 캠퍼스 중앙동아리로 등록되어 활동 중에 있다.
- 원주방송국: 국립강릉원주대학교의 방송국인 VOGW의 원주방송국이 설립되어 있다. 하루에 두 차례씩 정규 음성 방송을 송출하고 있다. 시험, 방학기간은 휴방한다.
- 국립강릉원주대학교 응원단: 국립강릉원주대학교의 응원단으로, 동아리 형식으로 운영된다. 다만, 국립강릉원주대학교 체육부가 존재함에도, 동계스포츠 위주로 운영하고 있는 결과, 학교가 대외적인 스포츠 행사에 소극적이어서 학교 직속의 공식 단체가 아닌 동아리로만 남아있다. 학교 내·외 행사 등에서 공연만 펼치고 있다.

## 대학가
원주캠퍼스의 가장 가까운 배후 대학가는 이른바 캠퍼스 후문 및 흥업텃둔길로 진입 가능한 '흥업사거리'로 불리는 흥업면 중심가이다. 흥업사거리는 흥업면행정복지센터와 하나로마트 등 관공서와 편의시설이 다수 위치하기 때문에 흥업면 소재 타 대학인 연세대학교 미래캠퍼스와 한라대학교에서도 찾는 경우가 있다. 다만 캠퍼스 정문 인근 약 2km 거리로 이전한 원주역 일대 남원주역세권개발사업 등이 시행되고 있어 일대 대학가의 변화가 있을 예정이다.

## 같이 보기
- 국립강릉원주대학교
- 국립강릉원주대학교 강릉캠퍼스
- 이원화 캠퍼스